# Defensywna strategia marketingowa
Defensywna strategia marketingowa (ang. defensive marketing strategy) – jedna z możliwych reakcji na zadania stojące przed przedsiębiorstwem w sferze produkcji i sprzedaży jego wyrobów; reakcja (pośrednio) na „kłopoty” związane z utrzymaniem pozycji rynkowej.
Strategia polega na koncentrowaniu się na utrzymaniu dotychczasowych klientów.

## Charakterystyka
Defensywna strategia marketingowa jest w dużej mierze reaktywna wobec konkurencji oraz innych zdarzeń postrzeganych na rynku.
Strategia ta ma na celu przeciwdziałanie rozprzestrzeniania się produktów wprowadzonych na rynek przez konkurencję lub powstrzymanie fali zauważalnej przewagi konkurencji.
Defensywna strategia marketingowa może polegać na:
- obronie zajmowanych pozycji,
- umacnianiu własnej pozycji,
- czynieniu zajmowanych pozycji mocniejszymi (strategie ustabilizowanego wzrostu),
- wycofaniu się z rynku.

Defensywna strategia marketingowa jest strategią opłacalną dla firm. Skupia się ona na istniejącej już, opartej na zaufaniu, więzi z klientem. Owa więź budowana jest również poprzez empatię, wspólne zaangażowanie oraz wspólne cele. W przypadku silnej relacji pomiędzy firmą a konsumentem, przedsiębiorstwo wykorzystuje swych stałych klientów jako „tarczę” obronną w walce z konkurencją o miejsce na rynku pracy.

## Typy
Defensywne strategie marketingowe można podzielić według ich celów:
|                                                  | Skupienie się na swoich zaletach | Skupienie się na słabościach rywala |
| ------------------------------------------------ | --- | --- |
| Zatrzymanie klienta                              | Strategie pozytywne: Zatrzymanie klienta poprzez podkreślanie zalet produktu, usług lub firmy. | Strategie równości: Zatrzymanie klienta poprzez neutralizowanie bądź osłabienie rywala – krytyka firmy, usług bądź produktu. |
| Spowolnienie procesu przejścia klienta do rywala | Strategie bezwładnościowe: Przyznanie, że niektórzy klienci odejdą mimo zalet naszej firmy, ale w celu spowolnienia tego procesu – zaoferowanie nowego produktu bądź usług. Podkreślenie, że korzyści zostaną utracone w chwili przejścia do konkurencji. | Strategie opóźniania: Przyznanie, że niektórzy klienci odejdą z powodu lepszej oferty naszego rywala, ale zaoferowanie produktu bądź usług spowalniających ów proces. Podkreślenie, że przejście do konkurencji zwiększy korzyści klienta w minimalnym stopniu. |

## Zalety
- Defensywna strategia marketingowa jest przydatną strategią głównie dla firm z szeroką bazą klientów. Żeby wzbudzić zainteresowanie własnymi produktami, firma nie musi działać aktywnie w poszukiwaniu nowych konsumentów. Widoczne zyski można czerpać wysyłając krótkie komunikaty o nowych produktach do swoich lojalnych i wieloletnich konsumentów.
- Wieloletnie przedsiębiorstwa stosujące taką strategię poprzez zwiększanie zaufania klientów, umacniają własną pozycję na rynku, utrudniając tym samym rozwój konkurencji.
- Wysoka jakość produktów oraz dobra reputacja przedsiębiorstwa są kluczem do utrzymania i pozyskiwania nowych klientów.